# Megan Twohey

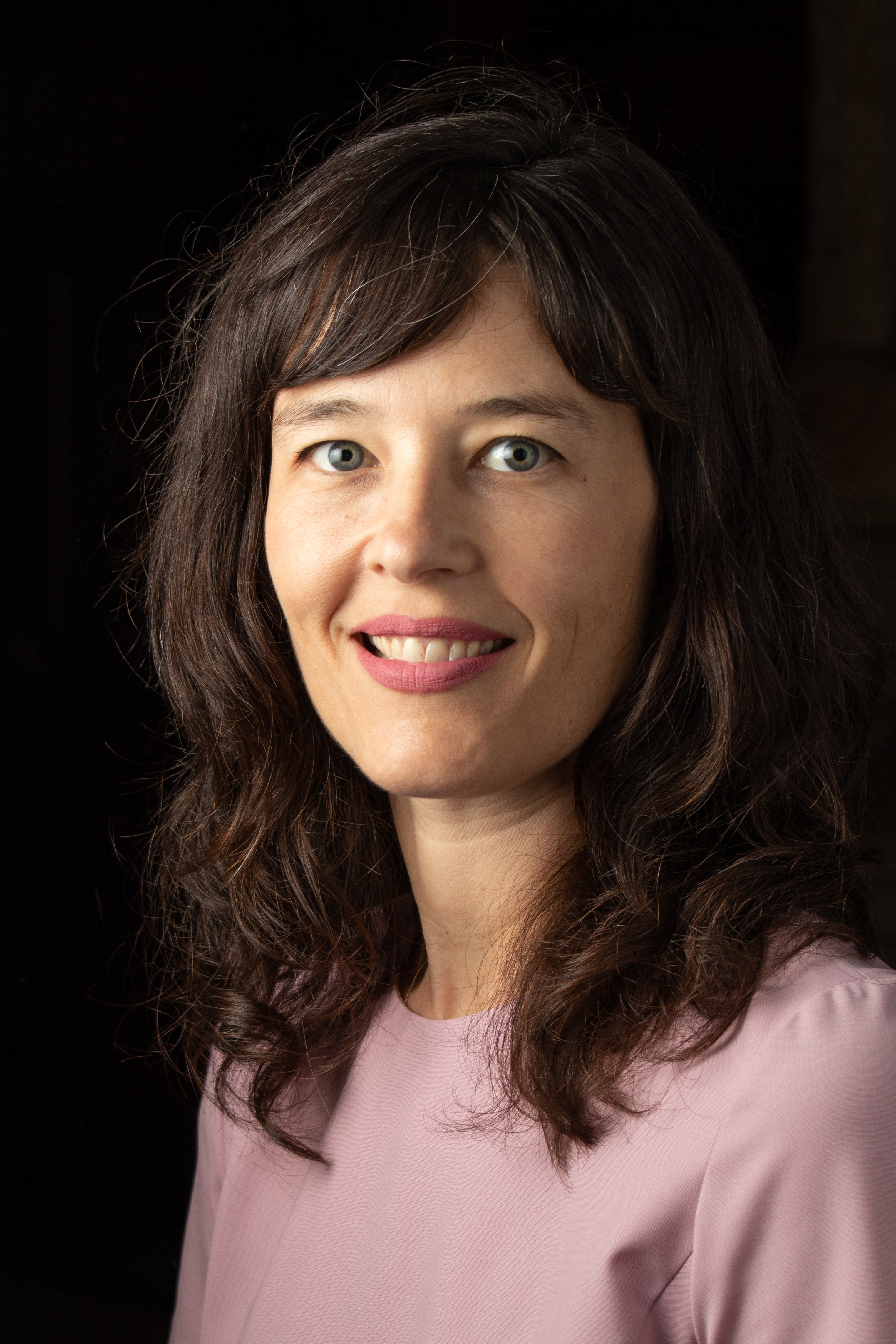
Megan Twohey (2018)

Megan Twohey (geboren 1975 in Evanston) ist eine US-amerikanische Investigativ-Journalistin und Sachbuchautorin. Ihre gemeinsam mit Jodi Kantor 2017 in der New York Times publizierte Investigativ-Reportage über jahrelang ausgeübte sexuelle Gewalt gegenüber Frauen durch den Filmproduzenten Harvey Weinstein löste weltweit die MeToo-Bewegung sowie später dessen Verurteilung aus.

## Leben und Wirken
Megan Twohey stammt aus Evanston, Illinois, wo sie von 1990 bis 1994 die Evanston Township High School besuchte. Ihre Mutter war als Assistentin im amerikanischen Kongress in Washington und später an der Northwestern University in Evanston berufstätig, ihr Vater als Journalist für die Chicago Tribune.
Nach der High School studierte Megan Twohey von 1994 bis 1998 an der Georgetown University in Washington. Ab 1999 arbeitet sie als Reporterin für das National Journal, Milwaukee Journal Sentinel, die Chicago Tribune, Reuters und ab Februar 2016 als Investigativ-Reporterin für die New York Times. Hier veröffentlichte sie unter anderem Berichte und Investigativ-Reportagen über Donald Trump, dessen Steuergeschichten, mögliche Geschäftsbeziehungen zu Russland und seine sexistische Haltung gegenüber Frauen.
Mit ihren Recherchen deckte Megan Twohey die ausbeuterischen Geschäfte von Ärzten sowie ein geheimes Untergrundnetzwerk verlassener, unerwünschter Adoptivkinder auf. Ihre Investigativ-Berichte haben zu strafrechtlichen Verurteilungen geführt und dazu beigetragen, in den USA neue Gesetze zum Schutz gefährdeter Menschen und Kinder auf den Weg zu bringen.
Nachdem im Jahr 2017 ein Bericht über sexuelle Belästigung durch den Fox-News-Moderator Bill O’Reilly dessen sofortige Entlassung zur Folge hatte, beschloss die Herausgeberin der New York Times, Rebecca Corbett, die gesamte Unterhaltungsbranche weiter unter die Lupe zu nehmen. Die Investigativjournalistin Jodi Kantor stieß daraufhin auf Missbrauchs-Anschuldigungen der Schauspielerinnen Rose McGowan und Ashley Judd gegen den Hollywood-Produzenten Harvey Weinstein und begann mit einer Recherche, in die auch Megan Twohey eingebunden war. Die Veröffentlichung der Recherche in der New York Times über jahrelang ausgeübte sexuelle Gewalt gegenüber Frauen durch den Filmproduzenten Harvey Weinstein löste weltweit die MeToo-Bewegung sowie später dessen Verurteilung aus. Die Geschichte der Investigativrecherche wurde 2019  von Kantor und Twohey in einem Sachbuch publiziert und 2022 durch die deutsche Regisseurin Maria Schrader mit dem Spielfilm She said in die Kinos gebracht.
Megan Twohey ist für US-amerikanischen Fernsehstationen wie NBC und MSNBC eine gefragte Expertin.

## Privates
Mit ihrem Ehemann Jim Rutman, einem Literaturagenten, und der gemeinsamen Tochter lebt Megan Twohey in Brooklyn, New York City.

## Auszeichnungen und Ehrungen
Für ihre journalistische Arbeit wurde Megan Twohey vielfach ausgezeichnet.
2014 erhielt sie für ihre Investigativ-Recherchen und Veröffentlichungen den Michael-Kelly-Award.
Für ihre Enthüllungen über Harvey Weinstein wurde sie 2017 gemeinsam mit Jodi Kantor mit einem Preis von PEN America geehrt.
2018 erhielt die New York Times für die Reportage von Twohey und Kantor über den fortgesetzten sexuellen Missbrauch an Frauen in der Filmbranche, insbesondere in der Filmszene Hollywoods, den Pulitzer-Preis 2018 in der Kategorie Dienst an der Öffentlichkeit. Die Investigativ-Recherche wurde ebenso mit dem George-Polk-Award ausgezeichnet.
Das Time Magazin kürte 2018 Megan Twohey gemeinsam mit Jodi Kantor und Ronan Farrow als eine der 100 einflussreichsten Personen.
2018 wurde ihr gemeinsam mit Jodi Kantor, Emily Steel, Michael S. Schmidt, Susan Chira und Catrin Einhorn der Gerald-Loeb-Award in der Sparte Investigation für die Publikation „Culture of Harassment“ über Harvey Weinstein verliehen. Im Rahmen der Romyverleihung 2023 wurde sie mit dem Sonderpreis der Jury für She Said ausgezeichnet.

## Publikationen (Auswahl)
- Jodi Kantor, Megan Twohey: She said. Breaking the Sexual Harassment Story That Helped Ignite a Movement. (engl.) Penguin Press, London 2019, ISBN 978-0-525-56034-0.
- Jodi Kantor, Megan Twohey: #MeToo. Von der ersten Enthüllung zur globalen Bewegung. (Aus dem Amerikanischen von Judith Elze und Katrin Harlaß.) Klett-Cotta, Stuttgart 2020, ISBN 978-3-608-50471-2.